# 岡山市立上道公民館
岡山市立上道公民館（おかやましりつ じょうとうこうみんかん）は、岡山県岡山市東区竹原にある市立公民館。
岡山市は中学校区に1つ公民館が設置されており、上道公民館は岡山市内に37ある地区公民館のうちの1つである

## 沿革
- 1972年（昭和47年）：1月21日　新築開館。
- 1998年（平成10年）：4月1日　教育集会所7館の移管を受け、上道公民館御休分室が開館[2]。
- 2009年（平成21年）：4月1日　上道公民館御休分館に改称。
- 2021年（令和3年）: 12月　東区東平島（ゆめタウン平島店の横）の新館に移転予定。

## 活動目標
「自主・自立」
様々な活動を行っている。
活動の一環として、2016年11月5日に岡山市内で最初の「ウィキペディアタウン上道」を開催。

## ESD推進のための取り組み
岡山市はESD（持続可能な開発のための教育）に力を入れており、2014年10月9日～12日には岡山市で「ESD推進のための公民館‐CLC国際会議」が開催された。
岡山市は世界で初めてESDの地域拠点（RCE)に選ばれ、公民館、学校、NPO、企業など約210団体が参加する「岡山ESD推進協議会」が様々な活動を行っている。この「岡山ESD推進協議会」のプロジェクトは2016年の日本ESD賞を受賞し、市内の公民館や学校を中心に環境保全等のワークショップに取り組んでいることが評価された。
市内全公民館にESD関連のコーナーも設置されている。
上道公民館の社会教育主事もESDカフェの講師として、タイにあるCLC(コミュニティー学習センター）や高齢者向けの社会教育施設等の状況を紹介している。

## 公民館でのIT講習
岡山市は電子自治体づくりを推進しており、2002年6月から市民対象の無料のIT講習を開催している。市内各地の公民館で市民情報ボランティアが養成され、指導を行っている。上道公民館では、ITボランティア「PC上道」によるパソコンサポートルーム（パソコンなんでも相談室）が開催されている。